# Campeonato Paulista de Futebol de 1915 (APEA)
O Campeonato de Foot-Ball da Associação Paulista de Sports Athleticos de 1915 foi a 3.ª edição do campeonato organizado pela APEA, jogado pelos clubes paulistas filiados a esta associação. É reconhecido como legítima edição do Campeonato Paulista de Futebol pela FPF. Disputado entre 4 de abril e 5 de dezembro, contou com a participação de seis equipes. O campeão foi a Atlética das Palmeiras, ficando o Mackenzie com o vice. O artilheiro da competição foi Nazaré, da equipe campeã, com 13 gols.

## História
No penúltimo jogo para os dois pleiteantes ao título, Atlética das Palmeiras (com 15 pontos) e Mackenzie (com 13 pontos), uma vitória por 2-1 para os primeiros garantiu o título com uma rodada de antecedência.
Foram 29 jogos e 99 gols anotados (uma média de 3,41 por partida). 
Foi o último torneio disputado no Velódromo de São Paulo, que foi demolido no ano seguinte pela Prefeitura.
A FPF reconhece oficialmente duas competições como legítimas edições do Campeonato Paulista de Futebol de 1915, cada uma das quais organizadas por uma entidade diferente. Houve um torneio da Associação Paulista de Esportes Atléticos e outro da Liga Paulista de Foot-Ball.

## Participantes

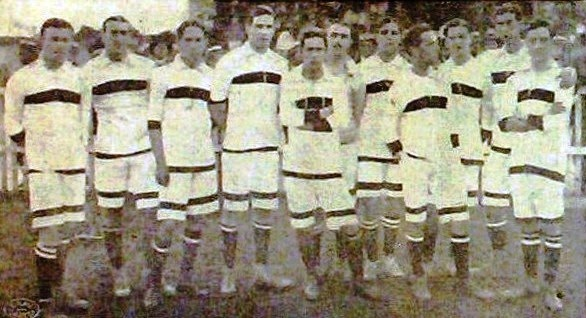
AA das Palmeiras - campeão de 1915

- Atlética das Palmeiras
- Mackenzie
- Paulistano
- São Bento
- Scottish Wanderers
- Ypiranga

## Tabela
4 de abril de 1915 AA das Palmeiras 3 x 2 Scottish Wanderers
11 de abril de 1915 Paulistano 2 x 5 AA das Palmeiras
18 de abril de 1915 Paulistano 6 x 1 Scottish Wanderers
21 de abril de 1915 Mackenzie 1 x 1 Ypiranga
9 de maio de 1915 AA das Palmeiras 4 x 1 Ypiranga
13 de maio de 1915 Mackenzie 5 x 3 Scottish Wanderers
16 de maio de 1915 Paulistano 2 x 0 AA São Bento
23 de maio de 1915 AA São Bento 0 x 4 AA das Palmeiras
30 de maio de 1915 Paulistano 0 x 1 Mackenzie
6 de junho de 1915 AA São Bento 1 x 1 Scottish Wanderers (São Bento ganhou 2 pontos)
13 de junho de 1915 Mackenzie 1 x 1 AA das Palmeiras
20 de junho de 1915 Ypiranga 0 x 2 Paulistano
4 de julho de 1915 Paulistano 3 x 1 Scottish Wanderers
14 de julho de 1915 Paulistano 1 x 3 Mackenzie
18 de julho de 1915 Ypiranga 1 x 2 Scottish Wanderers
25 de julho de 1915 Mackenzie 2 x 1 AA São Bento
1 de agosto de 1915 Ypiranga 2 x 3 AA das Palmeiras
8 de agosto de 1915 Scottish Wanderers 3 x 0 AA São Bento
15 de agosto de 1915 AA das Palmeiras 2 x 0 Paulistano
29 de agosto de 1915 Mackenzie 2 x 2 Scottish Wanderers
5 de setembro de 1915 AA das Palmeiras 3 x 0 Scottish Wanderers
7 de setembro de 1915 Mackenzie 1 x 0 Ypiranga
12 de setembro de 1915 Paulistano 0 x 3 Ypiranga
19 de setembro de 1915 Ypiranga 2 x 1 AA São Bento
26 de setembro de 1915 Mackenzie 1 x 2 AA das Palmeiras
10 de outubro de 1915 Ypiranga 3 x 0 Scottish Wanderers
28 de outubro de 1915 Paulistano - AA São Bento (não foi realizado)
14 de novembro de 1915 Mackenzie 2 x 0 AA São Bento
28 de novembro de 1915 Ypiranga 1 x 0 AA São Bento
5 de dezembro de 1915 AA das Palmeiras 3 x 2 AA São Bento

## Premiação
| Campeão Paulista de 1915 (Campeonato da APEA) |
| --------------------------------------------- |
| A. A. DAS PALMEIRAS (3º título)               |

## Classificação final
| Classificação - Final | Classificação - Final  | Classificação - Final | Classificação - Final | Classificação - Final | Classificação - Final | Classificação - Final | Classificação - Final | Classificação - Final | Classificação - Final |
| Time | Time                   | PG                    | J                     | V                     | E                     | D                     | GP                    | GC                    | SG                    |
| --- | ---------------------- | --------------------- | --------------------- | --------------------- | --------------------- | --------------------- | --------------------- | --------------------- | --------------------- |
| 1 | Atlética das Palmeiras | 19                    | 10                    | 9                     | 1                     | 0                     | 30                    | 11                    | 19                    |
| 2 | Mackenzie              | 15                    | 10                    | 6                     | 3                     | 1                     | 19                    | 11                    | 8                     |
| 3 | Ypiranga               | 9                     | 10                    | 4                     | 1                     | 5                     | 14                    | 14                    | 0                     |
| 4 | Paulistano             | 8                     | 9                     | 4                     | 0                     | 5                     | 16                    | 16                    | 0                     |
| 5 | Scottish Wanderers     | 5                     | 10                    | 2                     | 1                     | 7                     | 15                    | 27                    | - 12                  |
| 6 | São Bento              | 2                     | 9                     | 1                     | 0                     | 8                     | 5                     | 20                    | - 15                  |
| PG - pontos ganhos; J - jogos; V - vitórias; E - empates; D - derrotas; GP - gols pró; GC - gols contra; SG - saldo de gols |                        |                       |                       |                       |                       |                       |                       |                       |                       |